# Робърт Шомбург
Сър Робърт Херман Шомбург (на немски: Robert Hermann Schomburgk) е германски пътешественик-изследовател на британска служба.

## Ранни години (1804 – 1839)
Роден е на 5 юни 1804 година във Фрайбург, провинция Саксония, Германия, в семейство на пастор и брат на Мориц Ричард Шомбург (1811 – 1891). До 1820 живее при чичо си, където частен учител му е професор по ботаника и отрано става специалист в тази област. След завършване на средното си образование започва да се занимава с търговия и през 1826 се установява в САЩ като писар в Бостън и Филаделфия. През 1828 се занимава с транспортиране на германски овце за САЩ, щата Вирджиния. Същата година става партньор на собственик на тютюнева фабрика в Ричмънд, но скоро фалира поради пожар във фабриката.
През 1830 заминава за остров Анегада от Вирджинските о-ви, където изследва потънали кораби в търсене на съкровища. Много от намерените артефакти изпраща на Британското кралско географско дружество и пише доклади по темата, които привличат научната общественост в Англия и стават причина за назначаването му за ръководител на експедиция в Британска Гвиана.

## Експедиции в Британска Гвиана (1835 – 1844)

### Първа експедиция (1835 – 1839)
От 1835 до 1839, заедно с брат си (участник във всичките му експедиции) изследва и съставя карта на басейна на река Есекибо (970 км) и неизследваните райони на запад от нея. Открива река Рупунуни (ляв приток на Есекибо) и изследва вододела между горното течение на река Рио Бранко (ляв приток на Рио Негро) и левите притоци на Есекибо – реките Потаро и Мазаруни. По време на пътешествието си открива най-големия цвят на Земята – гигантската водна лилия Victoria Regia.
През 1839 открива хребета Серра Пакарайма с най-високия масив в Гвианската планинска земя – Рорайма (2810 м). Изкачва се по река Урарикуера (открита от него, десен приток на Рио Бранко), спуска се по реките Падамо и Ориноко до река Касикияре, по нея достига до Рио Негро и по нея и по притока ѝ Рио Бранко се завръща в Британска Гвиана.
Изследванията на двамата братя излизат през 1841 г. под заглавията: „Reisen in Guiana und am Orinoko während der Jahren 1835 – 1839“ и „Twelve views in the interior of Guiana...“.

### Втора експедиция (1840 – 1844)
От 1840 до 1844, отново заедно с брат си, изследва релефа и речните системи в Британска Гвиана.
През 1841 изследва делтата на Ориноко, река Куюни (около 600 км, ляв приток на Есекибо) и левия ѝ приток река Юруари. През 1842 изследва река Такуту (лява съставяща на Рио Бранко). През 1843 – 1844 пресича от запад на изток южната част на Британска Гвиана, от горното течение на Рупунуни до горното течение на река Корантейн и изследва цялото течение (около 700 км) на последната.
Изследванията им са публикувани в три тома в Лайпциг през 1847 – 1848: „Reisen in British-Guayana in den Jahren 1840 bis 1844“ (B.1 – 3, Leipzig, 1847 – 1848).
Освен с ботанически и етнографски изследвания двамата братя допринасят за уточняване, а по-късно и демаркиране на границите на Британска Гвиана с Венецуела и Суринам. По-късно, през 1904, на базата на техните етнографски и хидроложки изследвания е маркирана и границата на колонията с Бразилия.

## Дипломация, последни години (1845 – 1865)
След окончателното си завръщане от Гвиана и представянето на доклада му пред Кралското географско дружество Робърт Шомбург е посветен в рицарски сан през 1845.
През 1846 посещава остров Барбадос, като съставя географско и статистическо описание на острова, което е публикувано през 1848.
През 1848 е назначен за британски консул в Доминиканската република, като по време на пребиваването му там отново събира и систематизира географски данни за страната и подписва няколко изгодни за Великобритания договора.
От 1857 до 1860 е британски консул в Сиам (Тайланд), като отново съвместява дипломатическата си дейност с тази на географ.
През 1864 се оттегля от обществения живот поради здравословни причини и умира една година по-късно на 11 март 1865 в Берлин на 60-годишна възраст.